# 虜人日記
虜人日記（りょじんにっき）は、技術者小松真一による太平洋戦争の従軍日記で、1975年に筑摩書房で出版。同年の毎日出版文化賞を受賞した。

## 概要
第二次世界大戦（太平洋戦争）の終盤、フィリピンに送り込まれた小松真一の体験記。奇跡的に命拾いを重ねた異常な現実を捕虜収容所内で、豊富な絵と、簡潔な文章で記録した。
このドキュメントは骨壺に隠され日本に帰国し戦後30年間、著者が亡くなるまで銀行の金庫に眠っていた。一個人の見聞きし体験したままの、この“絵日記”は希有で貴重な太平洋戦争の一次資料である。

## 内容

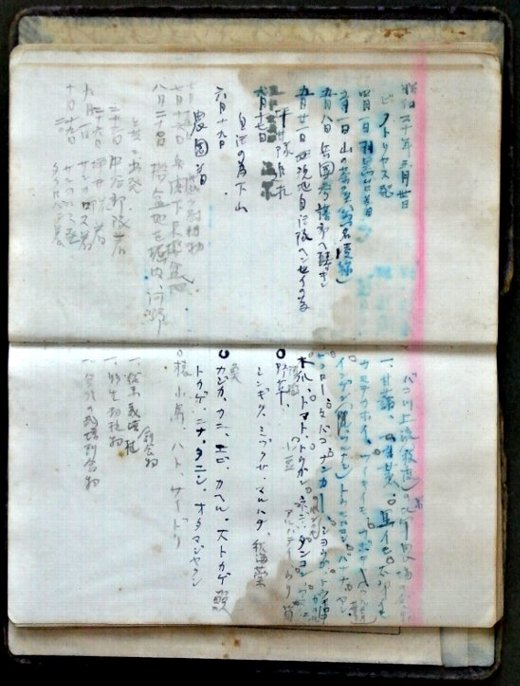
ジャングルで記したメモ

### 第1章：漂浪する椰子の実（1933年7月 - 1945年3月30日）
太平洋戦争の終盤、石油の供給を絶たれた日本軍にとり、ガソリンに代わる燃料を確保出来るか否かは死活問題であった。当時、小松真一は32歳、二児の親。醸造醗酵分野で先端技術を身に付けていた 。台湾でブタノールの量産に結果を出し、大日本帝国陸軍によりフィリピンの戦場に招聘された。マニラ赴任当初、深刻な日本の空気とは逆に、現実逃避で緩みきった戦地の現実に戸惑う。危険極まりないフィリピンの島々を技術指導のため、 命懸けで往き来する。最終的にはネグロス島で、空爆とゲリラの襲撃をかろうじてかわしながら燃料増産に邁進する。しかし米軍上陸と同時、遂にジャングルに逃げ込む。

### 第2章：密林の彷徨（1945年3月30日 - 1945年9月1日）
軍関係者と一般人共々、武器や食料の準備もなく山岳ジャングルを逃げまどう。投降までの半年間、米軍の攻撃や餓えで半数が命をおとす。究極の非常事態にむき出しになる人間模様、そして軍組織の崩壊。どのようにして真一は命をつなぐことが出来たのか？生と死の狭間の逃避行。

### 第3章：虜人日記（1945年9月1日 - 1946年12月11日）
投降後も捕虜生活は飢えとの戦いが続く。収容所をたらい回しに移動させられ、様々な種類の日本人と接する。帰国まで1年半の間にこの日記を書き終える。日本の捕虜にとって収容所は、思想的真空地帯だった。軍国主義は瓦解し、しかし民主主義はまだ届いていない。この特殊な状況下で日本人の様々な特性が浮かび上がってくる。

## 出版まで

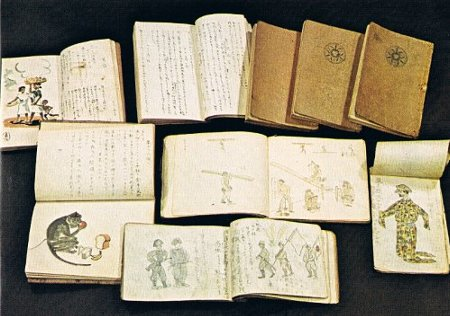
真一の日記集

### 日記原書
オリジナルとなる小松真一筆記の日記は、「漂流する椰子の実」（第1巻）、「密林の彷徨」（第2巻）「虜人日記」（第3・4巻）からなる4冊の日記と5冊の画集、計9冊で構成される。
これらのノートは手製の和綴じで、表紙は梱包用クラフト紙、中はタイプ用紙、和綴じの糸はカンバスベッドのカンバスをほぐして作ったものが使われた。日記は鉛筆で書かれ、絵は鉛筆のスケッチの上にマラリアの薬であるアテブリン錠を水で溶いたもの（黄色）、マーキュロクロム液（赤）などで彩色されていた。序章で「（略）幸か不幸かレイテの仲間から唯一引き抜かれて、ルソン島に連れて来られ、誰一人知った人のいないオードネルの労働キャンプに投げ込まれた。話相手がないので、毎日の仕事から帰って日が暮れるまでの短い時間を利用して、記憶を呼び起こして書き連ねたものである。」と記したことから、小松はこの日記をオードネル収容所に移された1946年（昭和21年）4月頃以降に書き、それ以前の記録については、自身の記憶と軍隊手帳等に書かれたメモを基に日記に書いたと推測される。
小松はこの日記を骨壺に隠し日本に持ち帰った。日記原版は、没時まで銀行の金庫に約30年間眠ることとなった。

### 私家版
1973年（昭和48年）1月に著者の小松真一が没し、由紀夫人の編集により1974年（昭和49年）1月10日に私家版で出版された。
私家版『虜人日記』は友人、知人等の関係者に配られただけであったが、知人らによって読み継がれ、やがて月刊『現代』（講談社）の笠原編集長の手に渡り、笠原が山本七平に本書を紹介した。そして、山本によって本書の論説が『現代』1974年（昭和49年）8月号に『もう一人の異常体験者の日記--あれから三十年--私を感動と共感の渦に巻きこんだ一冊の戦記』というタイトルで掲載された。また、山本は本書を基とした連載を『野性時代』（角川書店）1975年（昭和50年）4月号から1976年（昭和51年）4月号まで行った。この連載は、山本の没後に『日本はなぜ敗れるのか―敗因21ヵ条』（角川oneテーマ21）が出版された。

### 筑摩書房版
前述の山本による『現代』での紹介をきっかけに、数社から『虜人日記』商業出版の申し出を受けた。「永く読み続けられるために、文庫になることを考慮して」という山本のアドバイスもあり、1975年（昭和50年）6月30日に、筑摩書房で改訂出版。筑摩版はオリジナルの4冊の日記のほぼ全てと抜粋された挿画を収録、部分的に注釈を加えて編集された。小松没後30年を経た2004年（平成16年）に、筑摩書房の文庫判で再刊された。

## 論評
山本七平は、本書を最初に取り上げた『現代』で以下のように紹介した。
戦争と軍隊に密接してその渦中にありながら、冷静な批判的な目で、しかも少しもジャーナリスティックにならず、すべてを淡々と的確に記している。これが、本書のもつ最高の価値であり、おそらく唯一無二の記録であろうと思われる所以である。—山本七平、もう一人の異常体験者の日記―あれから三十年、私を感動と共感の渦に巻きこんだ一冊の絵入り比島戦記と日本人
また、山本は『野性時代』の連載においても、自身の体験を交えながら、日記を書くための紙も筆記具もない当時の労働キャンプで「書く」行為自体の大変さや、米軍やその部下として働く日本人による没収を逃れるために日記を骨壺に隠して日本に持ち帰ったことへの理解を示したり、本書の至る部分を引用しながらその解説を行った。

## 書誌情報
- 小松真一 (1975). 虜人日記. 筑摩書房. ASIN B000J9F7LE
- 小松真一 (2004). 虜人日記. ちくま学芸文庫. ISBN 4480088830